# Galería Nacional Escocesa del Retrato

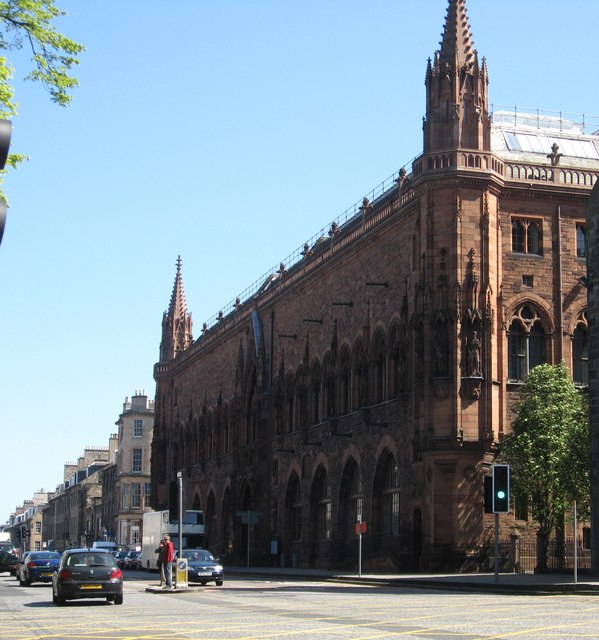
La Galería Nacional Escocesa de Retratos

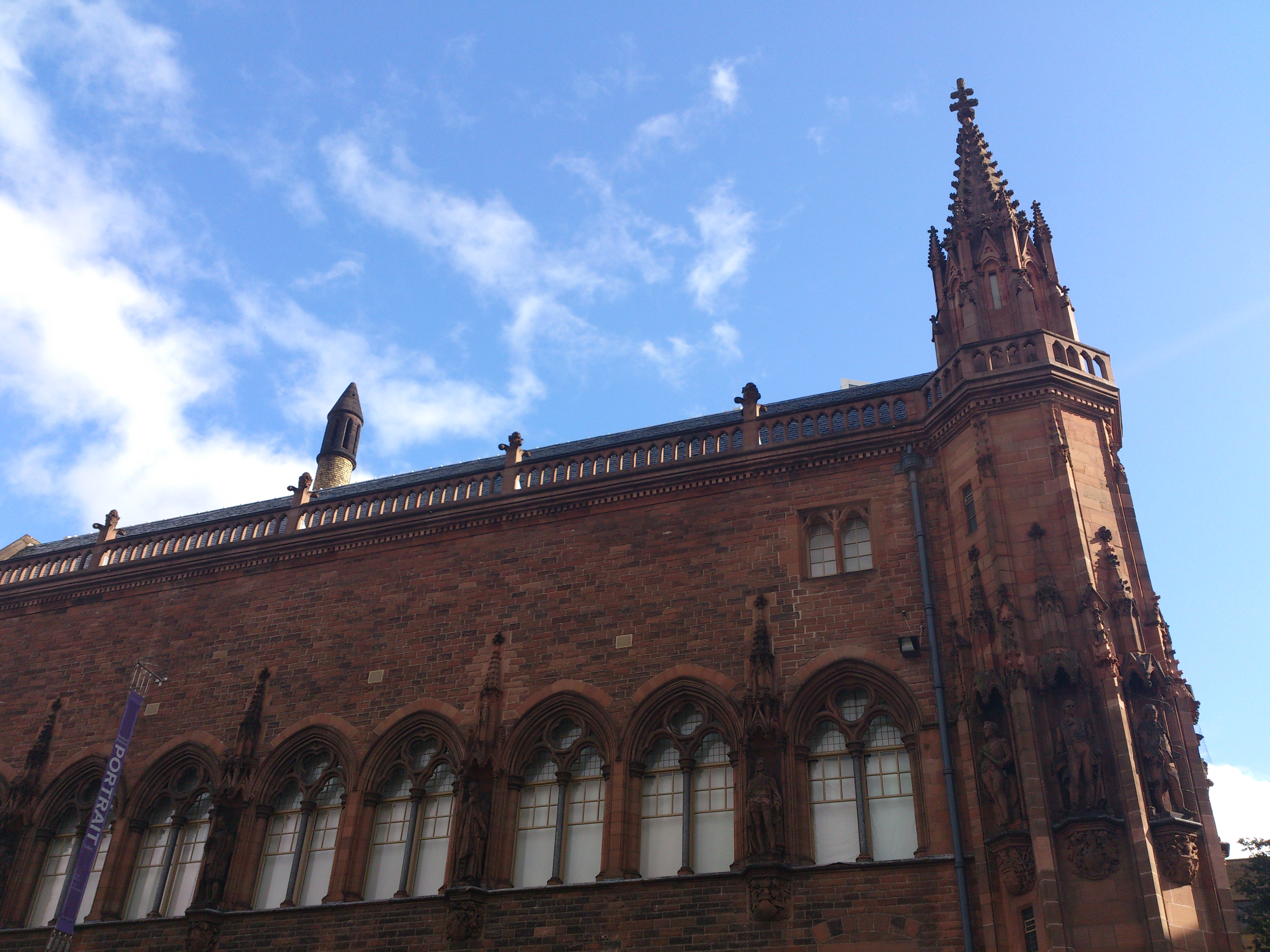
Otra vista de la Galería Nacional Escocesa de Retratos

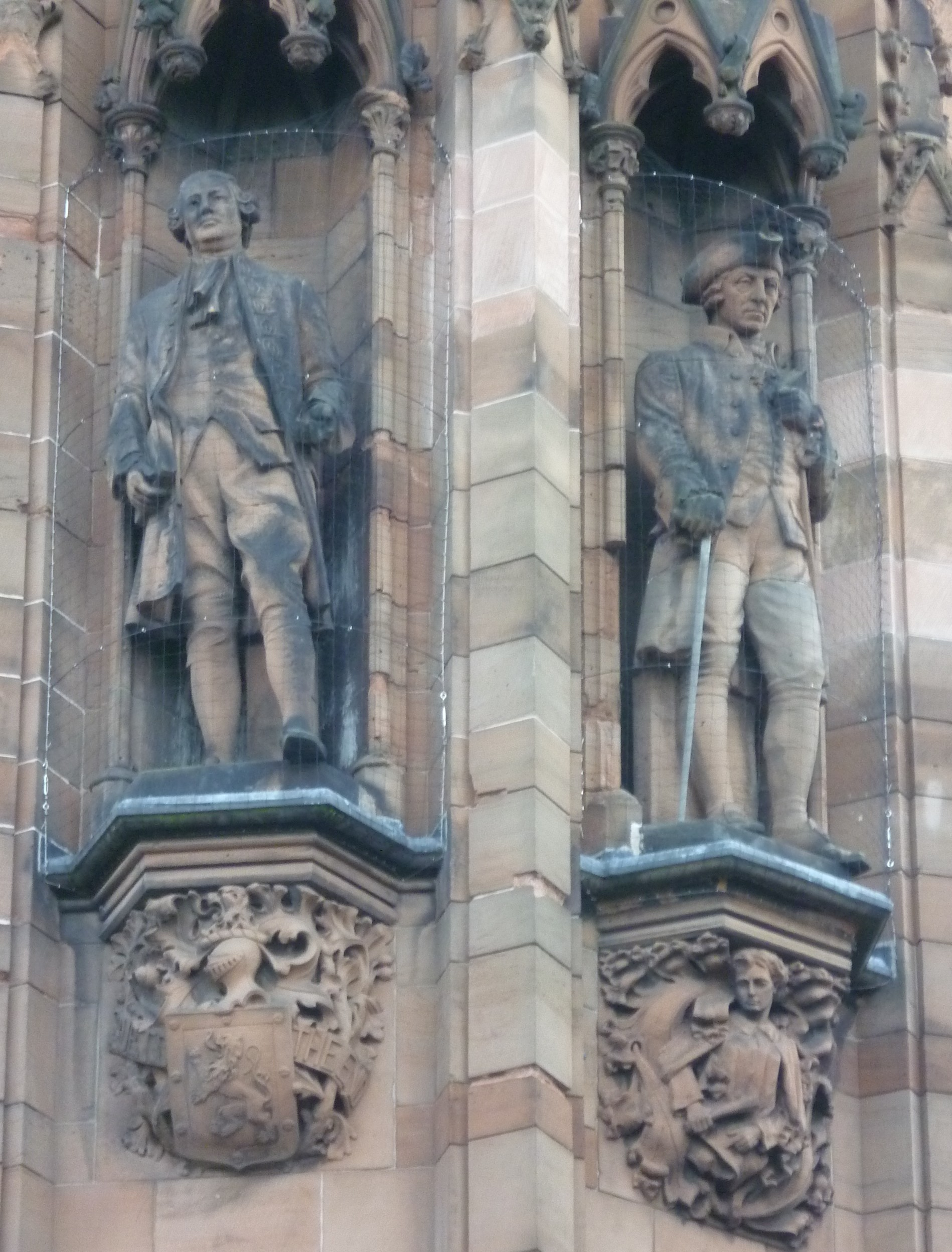
David Hume y Adam Smith en la Galería Nacional Escocesa de Retratos

La Galería Nacional Escocesa de Retratos (Scottish National Portrait Gallery) es un museo situado en Queen Street en Edimburgo y perteneciente a las Galerías Nacionales de Escocia. Alberga la colección nacional de retratos de las figuras más ilustres de este país aunque no todos las obras han sido realizadas por escoceses. Además también alberga la colección nacional escocesa de fotografía.
La entrada es gratuita tanto a la exposición principal como a algunas de las exposiciones especiales que tienen carácter temporal. 

## Edificio
El edificio donde se sitúa la galería es una construcción de estilo gótico (Gothic Revival) de arenisca roja diseñado por Robert Rowand Anderson, construido entre 1885 y 1889 e inspirado en el Palacio Ducal de Venecia.
Fue construido con el propósito especial de albergar el museo que actualmente acoge, lo que le hace el primero en el mundo con estas características.
Se encuentra en la frontera entre el Old Town y el New Town, con vistas desde una situación privilegiada sobre este último.
Las fachadas principales desarrollan un elaborado esquema de escultura decorativa creada por los principales escultores escoceses de la época.
Poetas, reyes y estadistas guardan los laterales ubicados en Queen Street y North St Andrew Street mientras William Wallace y Robert the Bruce cuidan de la entrada principal.
En el Hall principal, en la entrada, de dos pisos de altura, se encuentra una impresionante introducción a la historia de Escocia representada por la concatenación en forma de friso en todo el perímetro del hall de pequeños dibujos de cuerpo entero de los principales personajes escoceses desde la Edad de Piedra hasta el final del siglo XIX. Resulta una enciclopedia visual de la historia escocesa gracias a los detalles de la gente y vestidos de cada época.
También en el hall, es una posición central privilegiada, se encuentra una magnífica estatua de Robert Burns rodeada de los bustos de otros ilustres escoceses como James Watt, Walter Scott y Donald Dewar.
En la galería también se puede encontrar una imprenta, una sección de referencias y una biblioteca, todo ello accesible a cualquier tipo de público por medio de una solicitud previa. Además de estos recursos culturales, dentro del propio edificio existe una tienda de venta de recuerdos y una cafetería.

## Colección
Desde que la galería abrió por primera vez sus puertas, la colección ha ido aumentando constantemente hasta formar un inigualable caleidoscopio de la vida y la historia de Escocia.
Es importante destacar que absolutamente todos los retratos pertenecen a personajes escoceses pero no todos ellos han sido realizados por artistas de este país. La colección también contiene obras de maestros ingleses, europeos y americanos como Van Dyck, Gainsborough, Rodin y Kokoschka.
También cabe añadir que la colección no solo incluye pinturas sino que alberga además esculturas, miniaturas, medallas, monedas dibujos y acuarelas. Aparte de contener también la colección nacional de fotografía.
La política de la galería respecto a la adquisición y comisión de nuevas obras es activa.
Su colección actual incluye, entre otros:
- Robert Burns por Alexander Nasmyth
- John Byrne autorretrato
- Robbie Coltrane por John Byrne
- Sean Connery por John Bellany
- James Hamilton, 1er Duque de Hamilton por Daniel Mytens
- Douglas Douglas-Hamilton, 14º Duque de Hamilton por Oskar Kokoschka
- Alex Ferguson por David Mach
- David Hume por Allan Ramsay
- Walter Scott por Henry Raeburn
- Adam Smith por James Tassie
- María I de Escocia (Mary, Queen of Scots) Varias obras
- Charles Edward Stuart (Principe Bonnie Charlie) Varias obras
- Tilda Swinton por John Byrne

## Exposiciones especiales
Existe un programa de exposiciones temporales programadas que facilitan el acceso al arte, la cultura y la herencia de Escocia y que a la vez brindan la oportunidad de contemplar trabajos de importantes pintores, escultores y fotógrafos.

## Recursos para la investigación

### Print Room
Con más de 20.000 grabados y alrededor de 1.500 dibujos y acuarelas, la colección de retratos de la Print Room es la más grande de Escocia y una de las mayores del Reino Unido. También se encuentran disponibles para consulta en esta sala más de 1.500 pequeños retratos: miniaturas, pequeños medallones y medallas conmemorativas.
Esta colección de dibujos abarca desde el siglo XVI hasta nuestros días y pertenecen casi en exclusiva a escoceses mientras que en la colección de láminas y grabados sin embargo existe una amplia gama de nacionalidades entre sus retratados. Como añadido, la sala también contiene importantes obras caricaturescas y sátiras sobre algunos aspectos de la historia de Escocia.

### La sección de referencias
La sección de referencias es una colección de fuentes primarias y secundarias tanto escritas como visuales que ilustra el arte del retrato escocés. En este archivo de retratos las obras son de escoceses o hechas por escoceses y son utilizadas para exposiciones tanto públicas como privadas.
Los archivos, ordenados por retratados, artistas y temática, representan más de 15.000 personas y cuentan con 35.000 imágenes disponibles para consulta. Por ese motivo resulta una fuente muy valiosa para investigadores, estudiantes y personas en general con un interés en la historia de Escocia y de su gente.